# Павликово (Некрасовский район)
Павликово — деревня в Некрасовском районе Ярославской области. Входит в состав сельского поселения Красный Профинтерн.

## География
Находится в восточной части Ярославской области на расстоянии приблизительно 8 км на запад по прямой от административного центра района поселка Некрасовское в левобережной части района.

## История
Деревня была отмечена еще на карте 1798 года. В 1859 году здесь (деревня Ярославского уезда Ярославской губернии) было учтено 29 дворов, в 1898 — 35.

## Население
Численность населения: 128 человек (1859 год), 14 (русские 100 %) в 2002 году, 10 в 2010.